# BigWorld
BigWorld (також відома як Wargaming Sydney) — австралійська компанія, заснована 1999 року, розробляє й ліцензує інструменти розвитку проміжного пакету для створення багатокористувацьких онлайн-ігор (MMO) і «віртуальних світів». У 2007 році за версією видання Develop рушій BigWorld був визнаним найкращим у галузі.
7 серпня 2012 компанія Wargaming.net придбала BigWorld за $45 млн.